# Wolfram Martin
Wolfram Martin (* 30. März 1945 in Lindenthal) ist ein deutscher Autor von Naturbüchern.

## Leben
Martin wurde 1945 in Lindenthal, einem Stadtteil Leipzigs, geboren. Er absolvierte eine Lehre als Fotokaufmann. Anschließend war er bis 1997 Soldat bei der Bundeswehr. Seit 1993 ist Martin als Schriftsteller tätig. Er lebt und arbeitet in Bad Berleburg-Berghausen. Er hat über 1.000 Publikationen in jagdlichen Fachzeitschriften wie „Wild und Hund“, „Pirsch“ oder „Jäger“ veröffentlicht.
Martin ist erklärter Windkraftgegner und setzt sich gegen lokale Windenergie-Projekte ein. Er bezeichnet Windenergieanlagen als „Schreddermaschinen“.

## Werke (Auswahl)
- Jagen mit Teckel, 1993
- Abschied von Elan, 1994
- Faszination Beizjagd, 1998
- Wege, Wechsel, Widergänge, 1998
- Landfrauen-Rezepte, 2004
- Tiere am Rothaarsteig, 2009
- Durch`s jagerische Jahr - Revier und Hege im Jahreslauf, 2015